# Альфир
Альфи́р (нем. Alvier [alˈfiːr], Alvierbach) — река на западе Австрии, течёт в долине Бранднер-Таль по территории округа Блуденц в федеральной земле Форарльберг. Левый приток среднего течения реки Илль.
Длина реки составляет 14,75 км.
Альфир вытекает из северной оконечности запруженного озера Люнерзе на высоте 1970 м над уровнем моря. Верхнее течение реки находится в пределах коммуны Бранд. От истока до слияния с ручьём Глетчербах (нем. Gletscherbach) преобладающим направлением течения Альфир является северо-запад, далее до деревни Бранд течёт преимущественно на север, после чего основным направлением течения становится северо-восток. Впадает в Илль на территории коммуны Бюрс напротив города Блуденц.